# Волзький торговий шлях

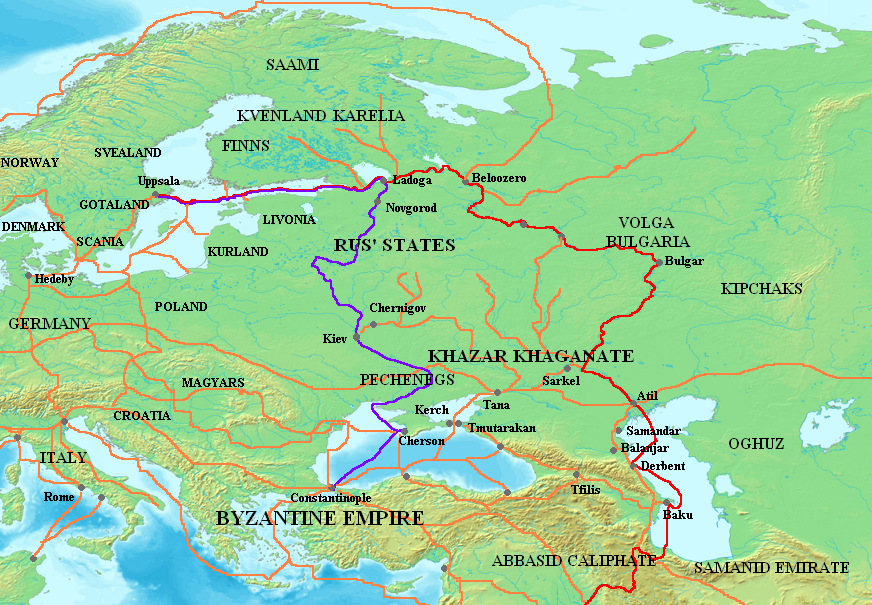
Основні напрями волзького (позначено червоним) і дніпровського (позначено фіолетовим) торгових шляхів.

Волзький торговий шлях (волго-балтійський, Балтійсько-Каспійський, «з варяг в араби») — торговий шлях, що сполучав Скандинавію з Халіфатом у ранньому середньовіччі (друга половина VIII — X ст.). Більш обґрунтованим є визначення «Балтійсько-Каспійський торговий шлях», в якому волзький відрізок був лише частиною торгової магістралі. Судячи зі знахідок дирхемів, склався раніше «дніпровського», але й своє міжнародне значення став втрачати раніше. Волзький торговельний шлях забезпечував економічний добробут Волзької Булгарії і Хозарського каганату, мав важливе економічне значення для розвитку торгово-ремісничих центрів на території балтійських племен, розвитку балтійських і західноєвропейських торгових зв'язків; про це свідчать величезні обсяги ввезеного в Європу із Середньої Азії монетного срібла (дирхамів) — у X ст. близько 375 тонн або 1 млн. 250 тис. монет. Волзький торговий шлях був поліетнічним, його комунікації і центри торгівлі змінювалися в часі, він був складною системою маршрутів, напрями та інтенсивність використання яких не були постійними, він практично не мав транзитного характеру і за даними археологічних досліджень складався з північної та південної зон, що з'єднували сфери балтійської і східної торгівлі.

## Механізм функціонування
Балтійсько-Каспійський торговий шлях в силу специфіки етнічної і природно-географічної характеристики території мав у VII—IX ст. скоріше естафетний, а не транзитний характер. Достовірно транзитний характер балтійсько-каспійської торгівлі підтверджується часом не раніше XI ст. Волзький торговий шлях був складною системою маршрутів. У сукупності торговельну магістраль склали: Балтійське море — Західна Двіна / Нарова / Луга / Нева — Волга — Кама-Біла / В'ятка / Ока-Дон — Чорне / Каспійське море. Напрями та інтенсивність використання маршрутів не залишалися незмінними. Існували сухопутні тракти, траси яких були пов'язані з вододілами і напрямами річкових долин. Основні дороги по великих річках мали відгалуження, з'єднувалися через вододіли. У більшості випадків практично неможливим був рух по річках проти течії. Навіть через тисячу років в інших економічних і соціальних умовах кінця XVIII — початку XIX ст. багато суден на Волзі та інших судноплавних річках ходили тільки за течією і назад не поверталися.
| | \| Напрочуд нездоланним є уявлення про те, що скандинави плавали на своїх морських кораблях по річках, незважаючи на те, що до будівництва каналів і шлюзів такі кораблі не могли проходити через річкові пороги і їх навряд чи волочили через багатокілометрові волоки, щоб плисти далі по мілководних іноді річках[4]. \| |
| Напрочуд нездоланним є уявлення про те, що скандинави плавали на своїх морських кораблях по річках, незважаючи на те, що до будівництва каналів і шлюзів такі кораблі не могли проходити через річкові пороги і їх навряд чи волочили через багатокілометрові волоки, щоб плисти далі по мілководних іноді річках. | |

Найбільш ймовірними шляхами проникнення з Балтійського моря до внутрішньої водної системи Східної Європи були Західно-Двінський, Нарвський і Невський маршрути торгового шляху, що мали в більшості «морський» характер. Шляхами проникнення з Каспійського моря у внутрішню водну систему Східної Європи були Волзький, Камський і Донський маршрути. Сполучною ланкою між річковими басейнами Балтійської та Каспійської частин шляху була розгалужена система водних маршрутів і волокових переходів Верхньоволзького та Волго-Окського регіонів. Арабами Окський торговий маршрут (країна Вантіт) був освоєний в VIII ст. Найбільш ранні скандинавські знахідки в околицях м. Мурома відносяться до Х — початку XI ст., тому немає достатніх підстав говорити про якийсь вплив скандинавів в даному регіоні.
З моменту зародження шлях з Балтики в Каспій був поліетнічним. VII—VIII ст. стали часом активного проникнення в Прикам'я східних (согдійських і трохи пізніше арабських), потім булгарських купців, яких притягало хутро і «риб'ячий зуб». В VIII ст. арабськими і булгарським купцями освоюється маршрут по Оці. З кінця VIII — початку IX ст. Волзький шлях можна по праву називати «Арабським», хоча він і перебував під контролем Хазарії. Скандинави не мали безпосереднього доступу до арабського ринку, як не мали доступу в глибинні слов'янські і фіно-угорські землі східні торговці. В X—XI ст. скандинави досягли південно-східної ділянки шляху і були змушені включитися в налагоджену торгівлю між місцевим населенням і східними купцями.
Волгою до Волзької Булгарії сплавлялися такі північні товари, як хутро, мед і раби. Згодом цей шлях називали в літописах «із варяг у булгари» (у булгар як перевалочний пункт пізніше вела і сухопутна дорога з Києва). Місця найбільших скандинавських поселень на Верхній Волзі нині відзначають Сарське городище і Тімерьовські кургани. Втім, населення цих поселень було змішаним, включаючи значний слов'янський і мерянський компонент.
Якщо на північ від Булгарії основними торговими агентами в IX—X ст. виступали варяги, то на Нижній Волзі основною політичною й економічною силою виступала Хазарія. На Волзі стояв найбільше місто держави — Ітіль. Перешийок між Волгою і Доном захищала могутня фортеця Саркел. Про нижні ділянки Волзького торгового шляху відомо з описів арабських географів Ібн Хордадбеха (в «Книзі шляхів і країн» IX століття він описує торговельний маршрут руських купців униз по Дніпру в Чорне море, вгору по Дону і вниз по Волзі в Каспійське море і на верблюдах до Багдаду) і Ібн Руста, а також за відомостями Ібн Фадлана, що пройшов вгору по Волзі аж до Булгарії в 921–922 роках.
Досягнувши Каспійського моря, купці висаджувалися на його південних берегах і на верблюдах відправлялися далі в Багдад, Балх і Мавераннахр. Автор «Книги шляхів і країн» Ібн Хордадбех (який мав провід як управитель пошти в перської області Джабал) повідомляв, що в його час купці-рахдоніти доходили «до кочовищ Тогуз-гузів, а потім і до Китаю».
У другій половині Х — на початку ХІ ст., коли Київська держава починає серйозно опановувати території півночі та сходу, торговельна активність на Волзькому шляху затухає і практично припиняють існування протоміські центри дальньої торгівлі й з'являються їхні двійники (Городище — Новгород, Гньоздово — Смоленськ, Сарське — Ярославль тощо), розташовані хоча й неподалік від старих, але засновані вже на зовсім іншій системі політичних і економічних відносин, та інших напрямах торгівлі.

## Значення
Волзький торговельний шлях, будучи елементом складної системи транс'європейських торговельних відносин, відігравав важливу роль для Північної і Західної Європи, Волзької Булгарії і Хозарського каганату. Балтійсько-Каспійським шляхом були пов'язані тісним та активним торговим співробітництвом скандинави, ільменські словіни, кривичі, весь, карели, вепси, саами, ести, латгальці, меря, мурома, мордва, булгари, хозари, буртаси, араби. Торгівля велася рабами, хутром, медом, воском, різноманітними ковальськими і ювелірними виробами, тканиною, одягом, посудом, продуктами. Але головним було монетне срібло. Для Східної та Північної Європи срібні дирхеми, що надходили більш ніж два сторіччя в період другої половини VIII—X ст., служили основним джерелом дорогоцінного металу, а самі монети з вагового розрахунку були універсальним засобом платежів та обміну.
Волзький торговий шлях знаходився трохи осторонь від території становлення початкової східно-слов'янської держави. На думку Толочко О. П. і Толочко П. П. до історії Русі як такої, тобто Київської держави, прокладення і організація скандинавами торговельних магістралей, заснування ними поселень протоміського типу, тамтешні процеси етнічної конвергенції тощо не мають жодного стосунку.